# František Lobkowicz
František Václav Lobkowicz (5. ledna 1948 Plzeň – 17. února 2022 Ostrava) byl český římskokatolický duchovní, premonstrát, v letech 1990–1996 pomocný biskup pražský a v letech 1996–2022 biskup ostravsko-opavský. Pocházel z křimické větve českého šlechtického rodu Lobkoviců (Lobkowiczů). Šlo tak o prvního českého biskupa šlechtického původu od zániku habsburské monarchie v roce 1918 s výjimkou arcibiskupů Pavla Huyna a Lva kardinála Skrbenského z Hříště, kteří do úřadu nastoupili ještě před vznikem Československa.

## Život

Znak biskupa Lobkowicze jako pomocného biskupa pražského

Narodil se 5. ledna 1948 v Plzni. Pokřtěn byl jako  František z Assisi Karel Bedřich Klement Jaroslav Alois Leopold Gerhard Telesfor Odilio Jan Bosco Pavel Marie Václav Lobkowicz. Jeho rodiči byli Jaroslav Claude, kníže z Lobkovic (1910–1985) a jeho manželka Gabriela z Korff-Schmising-Kerssenbrocku (1917–2008).
Maturitu složil v roce 1966 na střední škole v Plzni. Po ročním studiu na Filozofické fakultě UK přestoupil v roce 1967 do Litoměřic na teologickou fakultu. V roce 1968 vstoupil do řádu premonstrátů v klášteře Teplá, kde později, 10. 8. 1972, tajně složil slavné řeholní sliby. V letech 1968–1969 studoval na teologické fakultě v Innsbrucku. Na kněze byl vysvěcen 15. srpna 1972 v katedrále sv. Víta Františkem Tomáškem. V letech 1972–1974 vykonával základní vojenskou službu. Od dubna 1975 byl ustanoven mimo pražskou arcidiecézi. Jako kaplan působil v olomoucké arcidiecézi ve farnostech Frýdek, Jablunkov a Český Těšín. Od roku 1984 byl ustanoven farářem v Ostravě-Mariánských Horách. 17. března 1990 jej papež Jan Pavel II. jmenoval titulárním biskupem v Catabum Castra a pomocným biskupem pražským. Biskupské svěcení přijal 7. dubna 1990 z rukou kardinála Františka Tomáška.
Od roku 1990 byl čestným kaplanem Českého velkopřevorství Suverénního řádu Maltézských rytířů.
V letech 1992–2001 byl apoštolským delegátem Řádu křižovníků s červenou hvězdou. 
30. května 1996 byl jmenován prvním biskupem nově založené ostravsko-opavské diecéze. 
V roce 2000 byl přijat do Vojenského a špitálního řádu sv. Lazara Jeruzalémského. Po rozdělení mezinárodní struktury řádu na dvě samostatné větve v roce 2004 – ekumenickou větev, tzv. sjednocenou maltsko-pařížskou obedienci, a ryze katolickou tzv. orleánskou obedienci – v roce 2004 se přihlásil k orleánské obedienci. 25. listopadu 2004 byl novým velmistrem Karlem Filipem Orleánským jmenován do funkce duchovního převora této obedience. Byl taktéž nositelem církevního velkokříže tohoto řádu a záslužného kříže Pro Fide et Merite I. třídy.
Působil jako hlavní duchovní rádce Junáka pro katolické skauty.
Zemřel 17. února 2022 po dlouhodobé nemoci. Poslední rozloučení proběhlo 26. února 2022 v chrámu svatého Václava a katedrále Božského Spasitele v Ostravě. Pohřben byl v kryptě kostela sv. Václava.

## Rodina
Je potomkem českého šlechtického rodu Lobkowiczů a bratrem bývalého poslance za KDU-ČSL a TOP 09 Jaroslava Lobkowicze. Jeho dědeček Jaroslav Alois z Lobkovic (1877–1953) doprovázel prezidenta T. G. Masaryka při jeho návratu do vlasti 20. prosince 1918. Jeho bratr Filip Zdeněk Lobkowicz je také knězem, premonstrátem, a opatem tepelského kláštera.

## Spolupráce s StB
6. října 2006 byl v Mladé Frontě Dnes publikován článek Marie Rút Křížkové informující o tom, že biskup František Lobkowicz byl v 80. letech několik let veden v registru svazků jako agent StB s krycím jménem Plzeňák. Ve svém prohlášení z 11. prosince 2006 Lobkowicz uvedl, že jeho svědomí je „čisté“.